# U.R. Deshpande
U.R. Deshpande (1930 ) es una botánica india.

## Algunas publicaciones

### Libros
- Singh, NP; BD Sharma, RS Raghavan, UR Deshpande. 1984. Flora of India Series: Series II: Flora of Karnataka-Analysis. xi + 395 pp.
- Deshpande, UR. 1984. Poaceae--tribe--Andropogoneae. Ed. Botanical Survey of India. 30 pp.
- Deshpande, UR; NP Singh. 1986. Grasses of Maharashtra: an annotated inventory. Ed. Mittal Publ. 129 pp.

- La abreviatura «Deshp.» se emplea para indicar a U.R. Deshpande como autoridad en la descripción y clasificación científica de los vegetales.[2]